# Теорија филма
Теорија филма је спекулативна дисциплина која се бави општим принципима филма као посебне уметничке форме. Она проучава филм као средство комуникације и као уметност. Без обзира што се нове теорије стварају подстакнуте новим филмским остварењима и појединачним филмовима, теорија филма се бави заједничким особинама филма као специфичног уметничког дела. 
Области које истражује теорија филма су:
1. Различитост филма од драме, литературе и ликовних уметности;
2. природа медијума – шта је стварно филм и какви су његови ефекти на екрану;
3. техника филмског израза (монтажа, положај камере, ракурс, покрет камере, осветљење);
4. природа различитих компонената у филму и њихова улога у стварању његове специфичности (ликови, акција, сценски простор, боја, звук итд)
5. филмски простор и време и њихов однос према реалном простору и времену;
6. филмски жанрови;
7. социологија филма;
8. природа различитих врста филма и њихова различитост (играни, документарни, експериментални, анимирани итд)
9. естетски и психолошки утицај публике на медијум филма.[2]

## Историјат
Први, рудиментарни облици теоријског размишљања о филму јављају се још током прве деценије 20. века у Италији и Француској као фрагменти критичких приказа филмова или огледа о театру (Едмондо де Амичис, Ђовани Папини, Габријеле Д’Анунцио, Робер Бресон)
Пољаци претендују на то да је теорија филма рођена у њиховој земљи још у последњим годинама 19. века — у текстовима Болеслава Матушевског (Bolesław Matuszewski), који је писао о филму као о историјском документу, а Чеси помињу радове Вацлава Тилеа (Václav Tille). 
Ипак, у прве систематске теорије филма убрајају се рана учења Ричота Канудоа у Француској (око 1911) те Вешела Линдзија (Vachel Lindsay) (1914) и Хуга Минстерберга (1916) у САД.

## Теоријске школе

### Визуализам
Најранија теоријска школа, која филмски медијум схвата као израз људске духовности, саопштеног путем представа физичког света, развија се у Француској 20-их година, делујући све до средине 20. века. Поред оснивача, Ричота Каудоа, ову школу представљају и Луј Делик (Louis Delluc), Жермен Дилак (Germaine Dulac), Леон Мусинак (Léon Moussinac), Иља Фор (Élie Faure), Жан Епштајн ( Jean Epstein), Емил Вијермоз (Émile Vuillermoz) и др.

### Монтажна школа
У доба немог филма јавља се Монтажна школа у СССР-у, То је скуп учења о филму као о медијуму чија се изражајност заснива на повезивању кадрова, а значење настаје као резултат тих веза. 
За разлику од присталица визуализма, који су на монтажу гледали најчешће као на средство за стварање ритмичких структура, совјетски мислиоци почетком двадесетих година двадесетог века, а нарочито Лав Куљешов постављају тезу по којој је филм уметност конструкције, јер значење зависи од начина комбиновања кадрова. 
Формула: а+б=ц, по којој веза међу кадровима остварује значење што га сваки снимак сам за себе иначе не носи, према становишту Всеволода Пудовкина развија се у концепт монтаже која обезбеђује континуитет причe и ствара утисак просторно-временске целине, сачињенe од аналитичких делова призора садржаних у појединачним снимцима.
Сергеј Ајзенштајн говори о монтажи као сукобу по којем се идеативни склопови рађају из дијалектичког сучељавања кадрова, из чега се гради динамичко јединство дела чији су сви састојци прожети истим динамичким начелом. Овде се укључују и Вертовљева схватања о филму-истини и филму-оку, као и учења мање значајних руских теоретичара из двадесетих година двадесетог века, тумачења монтаже у тридесетим годинама широм света. Ова тенденција се наставља и у епохи звучног филма нарочито у учењу има Панофског (О начелу саиздржљивости и Андреа Малроа о повезивању слике и звука ради стварања романескне нарације, све до тумачења монтаже која до данас чине саставни део неких посебних теоријских система (Јуриј Лотман).

### Формативна теорија
Формативна теорија је она која најчешће проучава разлике између утиска стварности и утиска што га ствара филмска слика, стављајући тежиште на посебне уобличавајуће поступке које медијум филма нуди, тзв. специфична изражајна средства (Представници су: Хуго Минстерберг, Рудолф Арнхајм, Бела Балаж, Роџер Спотисвуд (Roger Spottiswoode) и сл). 

### Послекласичари
Теоријска учења настала у епохи немог филма имала су појединачних или групних одјека и у раздобљу звучног филма, све до данашњих дана. Представници овог таласа су: Антонело Ђерби (Antonello Gerbi), Ђакомо де Бенедети (Giacomo Debenedetti); Себастијано Артуро Лучани (Sebastiano Arturo Luciani); Алберто Консиљо (Alberto Consiglio); Карло Лудовико Рагианти (Carlo Ludovico Ragghianti) и други. 

### Граматичари
Формативисти и Руска момтажна школа су прилично заслужни за појаву Граматичара. Они филм третирају као језик сачињен од тачно одређених јединица које могу да се таксативно поброје и опишу и чије се повезивање у значењске целине изводи према строго утврђеним правилима што се не смеју нарушавати, како приказивачка структура не би испала неартикулисана, нејасна или недовољно одређена у свом значењу.
Одступање од таквих правила, нпр. о слагању углова у континуираној монтажи, о поступности употребе планова у кадрирању, о просторно-временским и динамичким рaкордима и сличном, сматра се »монтажном грешком«. Лепеза оваквих схватања врло је широка и обухвата теоретичаре разних усмерења, почевши од Андреа Левинсона (André Levinson) и Семјона Алексејевича Тимошенка, преко Мортимера Џером Адлера (Mortimer J. Adler) и Робера Батајуа (Robert Bataille), до Рената Меја (Renato May) и мање познатих аутора. Понекад се граматичарски приступ филмским изражајним средствима јавља као део некога теоријског система који није строго граматичарски, или се од њега чак и разликује, нпр. код Мартина Марсела (Martin Marcel) и Јежија Плажевског (Jerzy Plazewski).

### Теорије авангарде
Теорије авангарде посматрају филм са становишта изван уобичајених токова мишљења о медијуму или расправљају о проблемима тзв. експерименталног и авангардног стваралаштва, било као поетике авангардних тежњи стваралачких пракси, било као аутохтоне теорије (Филипо Томазо Маринети, Фернан Леже, Ханс Рихтер (Hans Richter), Маја Дерен, Славко Воркапић, Исидор Изи (Jean-Isidore Isou), Џонас Мекас, Мајкл Сноу (Michael Snow), Стен Брекиџ, П. Ситнеј Адамс (P.Sitney Adams) Џин Јангблад, Питер Гидал (Peter Gidal) и др.

### Модерне теорије филма
После преврата Андреа Базена, Жилбер Коен-Сеа установљава тзв. Филмологију из које је нужно произашла Феноменолошка школа, затим,ту су нове теорије које су проистекле из Класичне теорије филма, а назване су Реалистичким, затим Теорија налив-пера Александра Астрика, па Политике аутора (аутор је личност са истоветним мотивима, темама и сличним ликовима кроз читав опус). Даље, као школе или правци теорије филма ту су: Теорија жанра, Структуралистичка школа, Семиолошка или Семиотичка школа, а с обзиром на идејне трендове, појављују се и Марксистички приступ, Психоаналитичка школа, Феминистичка оријентација итд. Без обзира на правце у Теорији филма, постоје и удружења Хроничара филмске теорије који се баве систематизацијом и историјом филмске теорије и њених представника уопште.

### Теорија филма код нас
На простору бивше Југославије, најзначајнија особа за постављање Теорије филма на научни ниво и њено институционализовање кроз образовну праксу, јесте Душан Стојановић. 